# Rick and Morty/Staffel 4
Die vierte Staffel von Rick and Morty wurde im Mai 2018 von Adult Swim bestätigt. Die Staffel hat insgesamt zehn Folgen. Die ersten fünf Episoden wurden vom 10. November 2019 bis zum 15. Dezember 2019 wöchentlich ausgestrahlt. Die restlichen fünf wurden vom 3. Mai 2020 bis zum 31. Mai 2020 wöchentlich ausgestrahlt.

## Besetzung und Figuren
Die folgenden Synchronsprecher und Synchronsprecherinnen sprechen im Englischen die Stimmen der entsprechenden Figuren:
- Justin Roiland als Rick Sanchez und Morty Smith, die beiden Hauptfiguren der Serie; Rick ist ein verrückter Wissenschaftler und Morty sein freundlicher, aber verzweifelter Enkel.[1]
- Chris Parnell als Jerry Smith, Ricks Schwiegersohn und Mortys Vater; eine einfältige und unsichere Person, der den Einfluss Ricks auf die Familie hinterfragt.
- Spencer Grammer als Summer Smith, Ricks Enkelin und Mortys Schwester; ein gewöhnlicher Teenager, welche sich Sorgen um den Status bei Gleichaltrigen macht.
- Sarah Chalke als Beth Smith, Ricks Tochter und Mortys Mutter; oberflächlich betrachtet eine vernünftige Frau, die mit ihrer Ehe unzufrieden ist.

## Episoden
Die Ausstrahlungen bei TNT Comedy, die ab dem 11. Nov. 2019 montags simultan zur US-Ausstrahlung (Sonntag nach US-Zeit) stattfanden, waren im Original. Ab den Wiederholungen mittwochs waren diese mit deutschen Untertiteln versehen. Die deutschsprachige Erstausstrahlung begann am 15. Januar 2020.
| Nr. (ges.) | Nr. (St.) | Deutscher Titel                  | Originaltitel                             | Erstausstrahlung USA | Deutschsprachige Erstausstrahlung (D) | Regie         | Drehbuch                    | Zuschauer (USA) |
| --- | --------- | -------------------------------- | ----------------------------------------- | -------------------- | ------------------------------------- | ------------- | --------------------------- | --------------- |
| 32 | 1         | Der Tod steht ihm gut            | Edge of Tomorty: Rick Die Rickpeat        | 10. Nov. 2019        | 15. Jan. 2020                         | Erica Hayes   | Mike McMahan                | 2,33 Mio.       |
| Rick stirbt und Morty weigert sich ihn wiederzubeleben, denn er hat einen Kristall, mit dem er seinen eigenen Tod erkennen kann – und er versucht mit seinem Schwarm im hohen Alter zu sterben. Rick wird dagegen in verschiedenen Parallelwelten in Klone wiederbelebt. |           |                                  |                                           |                      |                                       |               |                             |                 |
| 33 | 2         | Das stillste Örtchen             | The Old Man and the Seat                  | 17. Nov. 2019        | 22. Jan. 2020                         | Jacob Hair    | Michael Waldron             | 1,67 Mio.       |
| Rick hat einen Planeten mit einer Toilette nur für sich. Als jemand anderes seine Toilette benutzt macht er den Übeltäter ausfindig – nur um zu entdecken, dass er ihn mag. |           |                                  |                                           |                      |                                       |               |                             |                 |
| 34 | 3         | Der Heist-Meister                | One Crew over the Crewcoo’s Morty         | 24. Nov. 2019        | 29. Jan. 2020                         | Bryan Newton  | Caitie Delaney              | 1,61 Mio.       |
| Rick erstellt einen Roboter der das gesamte Universum klaut. |           |                                  |                                           |                      |                                       |               |                             |                 |
| 35 | 4         | Drachenschämen leicht gemacht    | Claw and Hoarder: Special Ricktim’s Morty | 8. Dez. 2019         | 5. Feb. 2020                          | Anthony Chun  | Jeff Loveness               | 1,63 Mio.       |
| Morty erhält einen Drachen. Dieser geht eine Bindung mit Rick ein. Dafür wird der Drache als Schlampe bezeichnet und muss sterben. Rick rettet den Drachen, weil er durch ihre Verbindung auch sterben würde. |           |                                  |                                           |                      |                                       |               |                             |                 |
| 36 | 5         | Terminatter: Genizisch           | Rattlestar Ricklactica                    | 15. Dez. 2019        | 12. Feb. 2020                         | Jacob Hair    | James Siciliano             | 1,32 Mio.       |
| Morty wird im Weltraum von einer Schlange gebissen und tötet sie. Rick heilt ihn, indem er den Planeten nach Antitoxine scannt. Morty schickt eine andere Schlange auf den Planeten. Daraufhin wird er von Schlangen aus der Zukunft angegriffen. |           |                                  |                                           |                      |                                       |               |                             |                 |
| 37 | 6         | Lug und Trug im Zug              | Never Ricking Morty                       | 3. Mai 2020          | 10. Aug. 2020                         | Erica Hayes   | Jeff Loveness               | 1,55 Mio.       |
| Rick und Morty geraten in einen als Zug getarnten Erzählstrang voller Passagiere, die Geschichten über Rick erzählen, und müssen ihn irgendwie zum Anhalten bringen. Nach einem verrückten Kampf gegen den Story-Lord, der durch ein Gebet zu Jesus Christus gewonnen wird, ist alles vorbei, als Rick herausfindet, dass der Zug nur ein Spielzeug ohne tatsächliche Steuerung im Führerstand ist. |           |                                  |                                           |                      |                                       |               |                             |                 |
| 38 | 7         | Eier für alle und alles für Eier | Promortyus                                | 10. Mai 2020         | 17. Aug. 2020                         | Bryan Newton  | Jeff Loveness               | 1,34 Mio.       |
| Eine Spezies legt Eier aus denen Parasiten schlüpfen, die humanoide Lebensformen übernehmen. Rick und Morty vernichten den Asteroiden auf dem die Zivilisation lebt. |           |                                  |                                           |                      |                                       |               |                             |                 |
| 39 | 8         | Die Säurefass-Episode            | The Vat of Acid Episode                   | 17. Mai 2020         | 24. Aug. 2020                         | Jacob Hair    | Jeff Loveness & Albro Lundy | 1,26 Mio.       |
| Rick verpasst Morty einen Denkzettel, indem er ihm ein Gerät gibt, das scheinbar die Zeit zurückdreht. Morty begeht viele Straftaten und als Rick die Wirkung des Geräts ungeschehen macht, muss Morty seinen Tod in einem Säurefass vortäuschen um den Behörden zu entkommen. |           |                                  |                                           |                      |                                       |               |                             |                 |
| 40 | 9         | Urgeknallt                       | Childrick of Mort                         | 24. Mai 2020         | 31. Aug. 2020                         | Kyounghee Lim | James Siciliano             | 1,22 Mio.       |
| Rick denkt, dass er einen Planeten geschwängert hat und erschafft dort eine Zivilisation. Jedoch war der Vater Zeus. Er tötet Zeus was Gaia, den geschwängerten Planeten, erzürnt. |           |                                  |                                           |                      |                                       |               |                             |                 |
| 41 | 10        | Vater-Klon-Konflikt              | Star Mort Rickturn of the Jerri           | 31. Mai 2020         | 7. Sep. 2020                          | Erica Hayes   | Anne Lane                   | 1,30 Mio.       |
| Klonbeth und Beth stürzen die intergalaktische Regierung. |           |                                  |                                           |                      |                                       |               |                             |                 |

## Produktion

### Hintergrund und Entwicklung
Nach dem Abschluss der dritten Staffel blieb es ohne Ankündigung einer Fortsetzung oder der Bekanntgabe des Produktionsstatus fraglich, ob es eine vierte Staffel geben wird. Im März 2018 tweetete Co-Kreateur Dan Harmon, dass er noch nicht begonnen hat an einer neuen Staffel zu schreiben, unter anderem weil Adult Swim noch keine neuen Folgen bestellt habe. Als Grund für die Verzögerung nannte er, dass die Vertragsverhandlungen im Vergleich zu den vorherigen Staffeln komplizierter geworden seien.
Co-Ersteller Dan Harmon und Justin Roiland wollten die Gewissheit haben, dass es viel mehr Staffeln von Rick and Morty gibt, damit sie sich auf die eine Show konzentrieren können und die Arbeit an anderen Projekten minimieren können. Harmon sagte auch, dass er sich wünscht, dass die Staffeln mehr als zehn Folgen haben und hat gesagt: „Jetzt mache ich die vierte Staffel von Rick and Morty und ich will beweisen, dass ich gewachsen bin“. Das bezog sich darauf, dass die dritte Staffel nur zehn statt den geplanten vierzehn Folgen hatte und er möchte jetzt effizienter arbeiten, den Perfektionismus kontrollieren und frühere Fehler vermeiden.
Nach längeren Verhandlungen kündigte Adult Swim im Mai 2018 einen langfristigen Vertrag an und bestellte 70 neue Folgen über eine nicht festgelegte Anzahl an Staffeln. Die beiden Mitgestalter zeigten sich zufrieden. Harmon sagte: „Justin und ich brauchen nur genug Episoden und die richtige Art eines Deals, der uns die Erlaubnis gibt, das zu tun, was wir wollen, worauf die Serie gerichtet ist. Wir haben all das und wir beide sind sehr aufgeregt“.
Ein Jahr später bei der WarnerMedia 2019 Upfronts Präsentation wurde das Debüt der vierten Staffel von Rick and Morty im November 2019 angekündigt, damit ist die zweijährige Pause zwischen Staffel drei und vier die längste Pause in der Geschichte der Serie. Auch wenn die vierte Staffel nur zehn Folgen enthält, sind die Macher zuversichtlich, dass der Vertrag mit den weiteren 70 Folgen dazu führt, dass sich die Wartezeit zwischen den Staffeln verkürzt und es mehr Folgen pro Staffel werden. Im Oktober 2019 wurde bekanntgegeben, dass die ersten fünf Folgen der vierten Staffel am 10. November uraufgeführt werden und die restlichen fünf in der weiteren Zukunft.

### Text, Aufnahme und Animation
Das Schreiben begann im Juni 2018, als Roiland sagte, dass die Autoren neben der Aufrechterhaltung der Qualität diesmal schneller arbeiten müssen. Zusätzlich drückte Harmon seine Absicht aus, die Serie voranzutreiben, indem er mit den Animatoren zusammenarbeitete und alle notwendigen Korrekturen auf dem Weg machte, anstatt seine perfektionistischen Tendenzen in den frühen Phasen des Schreibens anzuwenden.
Im Juli 2018 veröffentlichten Harmon und der Schriftsteller Mike McMahan Bilder aus dem Autorenzimmer in den sozialen Medien, welche „Story Circles“ auf einer Tafel zeigten. Diese von Harmon entwickelte Erzählformel aus acht Schritten (eine vereinfachte Version von Joseph Campbells allgemeinem Erzählrahmen, bekannt als Heldenreise) wurde in früheren Staffeln verwendet, um den Erzählbogen einer Episode zu skizzieren. Es zeigt, wie der Hauptcharakter seine Komfort-Zone verlässt, um in einer ungewohnten Situation auszukommen und ihr Ziel zu erreichen und wie es den Charakter verändert, wenn er zurück in die Komfort-Zone kommt. Das Emmy-Magazin berichtete jedoch nach einem Interview mit Harmon, dass das Schreibteam vorhabe, „die Dinge mit einem anarchischeren Schreibstil aufzurütteln“. Das war eine eher wenig konstruktive Herangehensweise, bei der statt der Fokussierung auf die Struktur der Geschichte in erster Linie Ideen, Witze und Dialoge gepflegt wurden und die Geschichten dann um diese Momente herum aufgebaut wurden. In Bezug auf den Erzählbogen der Staffel sagte Roiland, dass die Staffel „starke episodische Episoden“ umfasse, und riet den Fans, sie in der richtigen Reihenfolge anzusehen.
Im Oktober 2019 teilte der Komponist, Ryan Elder, Inverse mit, dass er damit rechne, sich auf die Staffel einzulassen, wenn der Schreibprozess teilweise abgeschlossen wäre. Die erste Gaststimme wurde im November 2019 enthüllt, als Sam Neill twitterte, dass er gerne mit Rick and Morty zusammengearbeitet habe. Das weist darauf hin, dass das Team bereits einige Folgen fertig hatte. Später gab Roiland in der vierten Staffel auch Paul Giamatti, Taika Waititi und Kathleen Turner als Stargäste in der vierten Staffel bekannt.
Im Dezember 2018 begann Bardel Entertainment, das kanadische Animationsstudio von Rick und Morty, mit der Einstellung von Toon Boom Harmony-Animatoren und FX-Künstlern, um dem Animationsteam der Serie beizutreten. Im Januar 2019 veröffentlichte Eric Bofa Nfon auf seinem Twitter-Account ein Foto aus einem Konferenzraum, auf dem der Hauptanimator Etienne Aubry und der Line-Produzent Mark Van Ee zu sehen waren und das den Beginn des Animationsprozesses für die Saison anzeigte. Roiland sagte, wenn die Episoden „in Farbe“ aus dem Studio zurückgegeben würden, würden die Autoren versuchen, alle notwendigen Anpassungen vorzunehmen, die die Episoden verbessern könnten. Trotzdem zeigte er sich zufrieden mit der Arbeit, die in der Saison geleistet wurde.